# Bitis parviocula
Bitis parviocula este o specie de șerpi din genul Bitis, familia Viperidae, descrisă de Böhme 1976.
Este endemică în Etiopia. Conform Catalogue of Life specia Bitis parviocula nu are subspecii cunoscute.